# ヌー、パガジー!

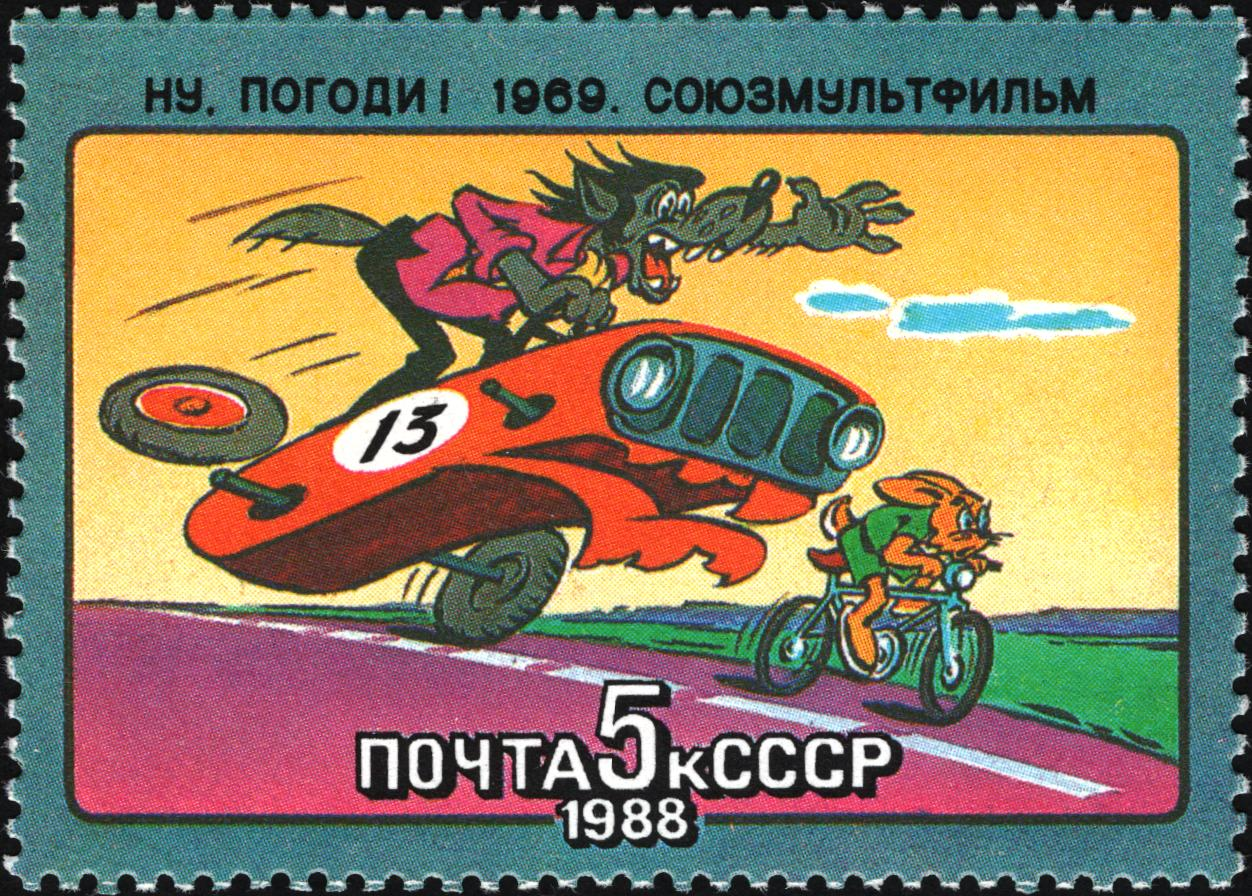
「ヌー、パガジー！」をモチーフにした切手（1988年発行）

「ヌー、パガジー！」（ロシア語: Ну, погоди!、日本語では「ヌ・パガジー！」「ヌ・パガヂー！」などとも表記される）は、ソ連およびロシアの人気アニメ作品。1969年から2012年まで制作された。主役らの捕まえるか捕まえられるかという”追いかけっこ”が主体のスラップスティック・コメディーであり、よく似た題材のアメリカのアニメである「トムとジェリー」のロシア版になぞらえられることもしばしばある。
タイトルの「Ну, погоди!」は「待ってろよ！」という意味もあるが、この作品では「今に見ていろ！」といった脅しの文句として用いられている。
もっとも多く出てくるセリフが、タイトルでもある「Ну, погоди!（いまに見てろよ！）」である。これは、オオカミが自分の企てが失敗した時に吐く台詞である。シリーズのトレードマークとなっているのは、各エピソードの終わりと、タイトル前のイントロ部分のおしまいにオオカミが「Ну, Заяц, ну, погоди!（おい、ウサギめ、今に見てろよ！）」と口にする場面である。

## 登場人物

### 主な登場人物

#### オオカミ (Волк)
オオカミ（ロシア語発音は「ヴォルク」）はならず者（フーリガン）の役回りとして描かれており、美術館の陳列品を壊す、住民を嘲る、人々に嘘をついて騙すなどのヴァンダリズムを行う。オオカミは社会の基本的ルールを破ったり、弱い者をいじめたりもする。
喫煙：オオカミはときおりタバコを吸うが、愛煙家と呼べるほどではない。全シリーズのうち4, 10, 11, 16回の4シリーズでは喫煙していないし、3, 5, 6, 9, 12, 14回の6シリーズではプロローグでのみ喫煙している。しかし基本的に多くのシリーズではタバコを吸っており、15回と18回の2シリーズでは各シリーズ内のエピソードのいくつかで喫煙している。また1, 2, 7, 8, 13回の5シリーズではエピソード内で喫煙しているがプロローグ内では喫煙していない。またいくつかのシリーズでは、プロローグでもエピソード内でもタバコを吸っている。どのシリーズでも、オオカミが喫煙しているシーンは、放映時間の半分に満たない。ただし「第0作目」のみは、シリーズ全体にわたってずっとタバコを吸い続けていた。全20シリーズのうちはじめの18シリーズでは、オオカミは平均して1回タバコを吸っていたが、19, 20回ではタバコを吸っていない。
| シリーズ番号 | プロローグ内での喫煙回数 | エピソード内での喫煙回数 |
| ------------ | ------------------------ | ------------------------ |
| 1            | 1                        | 1                        |
| 2            | 1                        | 1                        |
| 3            | 1                        | 0                        |
| 4            | 0                        | 0                        |
| 5            | 1                        | 0                        |
| 6            | 1                        | 0                        |
| 7            | 1                        | 1                        |
| 8            | 1                        | 0                        |
| 9            | 1                        | 0                        |
| 10           | 0                        | 0                        |
| 11           | 0                        | 0                        |
| 12           | 1                        | 0                        |
| 13           | 1                        | 1                        |
| 14           | 1                        | 0                        |
| 15           | 0                        | 2                        |
| 16           | 0                        | 0                        |
| 17           | 0                        | 0                        |
| 18           | 0                        | 1                        |
| 19           | 0                        | 0                        |
| 20           | 0                        | 0                        |

服装：オオカミの身なりに欠かせないのが、裾の広がった水兵ズボンである。第7シリーズ（実際に外洋船の上で物語が繰り広げられる）で、オオカミは服装をすっかり水兵のものに整えている。第9シリーズでは、自宅のハンガーに水兵の衣装（おそらく立襟かPコート）と白い水兵帽が掛かっている。第15シリーズでは、オオカミは自分をシマウマに見せかけるつもりで、水兵シャツを着用しているところが見られる。第4シリーズでは、オオカミはスポーツウェアをまとって登場しているが、第8シリーズの冒頭ではスキーを履いている。

#### ウサギ (Заяц)
ウサギ（ロシア語発音は「ザーイツ」もしくは「ザーイャツ」）は、比較的善良なヒーローの役回りである。ソ連時代の学校における理想的な児童像として表され、スポーツ万能（水上スキー、自転車競技、徒競走、バドミントン、スカイダイビング）のキャラクターで、若手の技術者でもあり、アマチュア芸術活動にも参加している。
ウサギはオオカミの行動を見ても命の危険が迫っているとみなさず、それどころかフーリガンの行為に対するような態度を取ってみせる。つまり、不快だとは思っても恐がっているわけではない。ときには、オオカミからうまく逃れながら、素早く行方をくらますだけでなく、オオカミが出くわすことになる滑稽な成り行きを見守ったり、事件すべてを面白がったりもしている。

#### その他
オオカミとウサギのほかに、シリーズには仲間の動物たちが登場し、その中には繰り返し出演しているキャラクター達も何人か見受けられる。たとえば、大柄で体格のがっしりしたカバが挙げられる。カバは、規律監視員、博物館の管理人、警備員、建設現場の監督、ゴロトキー（陣地の中に並べられた棒に陣地外から棒を投げて倒すゲーム。Городки）のプレイヤー、ただの通行人など、さまざまな異なった役柄で登場する。第15シリーズでは、カバはキャプションに名前が記されている。声優はヴラディーミル・ソシャーリスキーであった。規律正しいキャラクターで、オオカミはとにかくカバとの争い事に踏み込み、結果的にいつもカバの拳骨を食らう羽目になる。
いくつかのエピソードには、ネコが奇術師として登場したり、（第2、9、11、17シリーズ）、クマがオートバイに乗った警官（第1、5、10、18シリーズ）、オートバイレースの参加者（第11シリーズ）、新年フェスティバル（第8シリーズ）や普通のパーティ（第2シリーズ）の参加者、軽業師（第9シリーズ）として登場したりしている。第6シリーズおよび第20シリーズには、ヤギとガチョウの農民が登場しているのが見られるし、第9シリーズを通して、イヌたちで結成されたビートグループの『Dvornjagi』が登場している。第15シリーにはキツネの歌手とペンギンの作曲家が出てくるが、おそらくアーラ・プガチョワとライモンズ・パウルスになぞらえたものであろう。
人間は物語に登場しない。登場キャラクターは人間から別の（擬人化された）動物たちへとすっかり置き換えられており、物語の中自体で、どんなキャラクターであるか理解できるようになっている。この決まりの例外として、博物館の展示物のいくつか（第12シリーズ）、映画のシーンの中（第9シリーズ）などがあり、過去には人間がこの世界にいたことを証明している。また（オオカミの夢の中だけの話ではあるが）漁師の老人、バーバ・ヤガー、アリョーヌシカが第16シリーズに登場する。

### 声優

#### オオカミ
- 1 — 16回 — アナトーリー・パパーノフ（第17—18回では、パパーノフの声のテープレコーダー録音が用いられた）
- 19 — 20回 — イーゴリ・フリステンコ
- «テレヴィプスキー»版1 — 3回  — ヴラディーミル・フェラポントフ

#### ウサギ
- 1 — 18回、«テレヴィプスキー»版1 — 3回  — クラーラ・ルミャーノヴァ
- 19 — 20回 — オリガ・ズヴェーレヴァ

## シリーズの一覧
「ヌー、パガジー！」の各シリーズにはタイトルがついていず、番号が振られている。各シリーズごとに異なった場面設定が設けられている。
| シリーズ番号      | 場面の設定           | 初回放送日 | 監督                                                      | シナリオ制作                                                                     |
| ----------------- | -------------------- | ---------- | --------------------------------------------------------- | -------------------------------------------------------------------------------- |
| 0                 | パイロット版         | 1968       | ゲンナーディー・ソコリスキー                              | フェリックス・カーモフ アレクサンドル・クルリャントスキー アルカーディー・ハイト |
| 1                 | 街と海辺にて         | 1969/01/01 | ヴャチェスラーフ・コテョーノチキン                        | フェリックス・カーモフ アレクサンドル・クルリャントスキー アルカーディー・ハイト |
| 2                 | 街の遊園地           | 1970/06/18 | ヴャチェスラーフ・コテョーノチキン                        | フェリックス・カーモフ アレクサンドル・クルリャントスキー アルカーディー・ハイト |
| 3                 | 道路                 | 1971/03/29 | ヴャチェスラーフ・コテョーノチキン                        | フェリックス・カーモフ アレクサンドル・クルリャントスキー アルカーディー・ハイト |
| 4                 | スタジアム           | 1971/06/26 | ヴャチェスラーフ・コテョーノチキン                        | フェリックス・カーモフ アレクサンドル・クルリャントスキー アルカーディー・ハイト |
| 5                 | 街の中               | 1972/09/23 | ヴャチェスラーフ・コテョーノチキン                        | フェリックス・カーモフ アレクサンドル・クルリャントスキー アルカーディー・ハイト |
| 6                 | 農村                 | 1973/04/21 | ヴャチェスラーフ・コテョーノチキン                        | フェリックス・カーモフ アレクサンドル・クルリャントスキー アルカーディー・ハイト |
| 7                 | 大型船の上           | 1973/05/12 | ヴャチェスラーフ・コテョーノチキン                        | フェリックス・カーモフ アレクサンドル・クルリャントスキー アルカーディー・ハイト |
| 8                 | 新年                 | 1974/01/05 | ヴャチェスラーフ・コテョーノチキン                        | アレクサンドル・クルリャントスキー アルカーディー・ハイト                        |
| 9                 | テレビスタジオ       | 1976/09/04 | ヴャチェスラーフ・コテョーノチキン                        | アレクサンドル・クルリャントスキー アルカーディー・ハイト                        |
| 10                | 工事現場             | 1976/10/09 | ヴャチェスラーフ・コテョーノチキン                        | アレクサンドル・クルリャントスキー アルカーディー・ハイト                        |
| 11                | サーカス             | 1977/07/30 | ヴャチェスラーフ・コテョーノチキン                        | アレクサンドル・クルリャントスキー アルカーディー・ハイト                        |
| 12                | 博物館               | 1978/04/08 | ヴャチェスラーフ・コテョーノチキン                        | アレクサンドル・クルリャントスキー アルカーディー・ハイト                        |
| 13                | モスクワオリンピック | 1980/05/18 | ヴャチェスラーフ・コテョーノチキン                        | アレクサンドル・クルリャントスキー アルカーディー・ハイト                        |
| テレビシリーズ1   | なし                 | 1980年     | ユーリイ・ブトィーリン                                    | アレクサンドル・クルリャントスキー                                               |
| テレビシリーズ2-3 | なし                 | 1981年     | ユーリイ・ブトィーリン                                    | アレクサンドル・クルリャントスキー                                               |
| 14                | 新興技術院           | 1984/06/02 | ヴャチェスラーフ・コテョーノチキン                        | アレクサンドル・クルリャントスキー アルカーディー・ハイト                        |
| 15                | 文化院               | 1985/06/22 | ヴャチェスラーフ・コテョーノチキン                        | アレクサンドル・クルリャントスキー アルカーディー・ハイト                        |
| 16                | おとぎ話の世界       | 1986/09/27 | ヴャチェスラーフ・コテョーノチキン                        | アレクサンドル・クルリャントスキー アルカーディー・ハイト                        |
| 17                | 南の島               | 1993/06/24 | ヴャチェスラーフ・コテョーノチキン ウラジーミル・タラソフ | アレクサンドル・クルリャントスキー                                               |
| 18                | スーパーマーケット   | 1993/06/25 | ヴャチェスラーフ・コテョーノチキン ウラジーミル・タラソフ | アレクサンドル・クルリャントスキー                                               |
| 19                | 避暑地               | 2005/09/03 | アレクセイ・コテョーノチキン                              | フェリックス・カーモフ アレクサンドル・クルリャントスキー                        |
| 20                | ダーチャ（別荘地）   | 2006/04/01 | アレクセイ・コテョーノチキン                              | フェリックス・カーモフ アレクサンドル・クルリャントスキー                        |

## 作品の形式

### シリーズの構成
各シリーズは、おおよそ10分間の長さである。初めに「Союзмультфильм」（ソユーズムリトフィルム）のロゴが現れ、そのすぐ後に続けてプロローグが始まる。それぞれの短いプロットがおよそ2分間流れ、最後の、オオカミがウサギの後ろから「ヌー、パガジー！」と叫ぶか同時に文字で現れるかするところで、スクリーンに番組の名前とシリーズ番号が現れ、その後からタイトルが現れる。
およそ30秒間のタイトルセクションがアニメの無い文字だけの状態で続き、タイトルカットの時にダイナミックなシリーズのテーマ音楽が鳴る。
残りの時間はすべて、エピソードの主要な内容が占める。しばしばプロローグからのじかに続く物語となり、またときにはプロローグが前駆的内容の役割を果たすこともある。実質的にすべてのシリーズで、基本的なストーリーはプロローグとは異なるシーンおよび道具立てのもとで始まる。第4シリーズ（「スタジアムにて」）のみ、プロローグの最後のカットシーンからそのまま基本的なストーリーへと続く。
各シリーズには台詞はほとんどなく、うなり声や笑い声、そして歌が数多く入っている。
各シリーズの最後に、オオカミは失敗したことをこらえて『Ну, Заяц, [ну,] погоди!（ウサギめ、いまに見てろよ！）』と叫んだり、またはそれと同じセリフを書いた文字が現れたりする（例えば、第7シリーズでのオオカミの胸のところや、第14シリーズの自動車など）が、このお決まりのアクセントが、ラストシーンのテーマ音楽を強調する。
新シリーズでは『Союзмультфильм』のオープニングロゴが『Союзмультфильм и Студия 13』（第17-18シリーズ）および『Кристмас Филмз и Пятёрочка』（第19-20シリーズ）に入れ替わった。

### 音楽表現
「ヌー、パガジー！」は、西側諸国や旧ソヴィエト連邦の軽音楽の録音音源を数多く用いて、雰囲気を盛り上げている。このようなことは、当時は決してアニメ作品に出てくるようなたぐいのものではないと受け止められていた。
タイトル字幕の放映時に流れている音楽作品は、ソヴィエト連邦のテレビ音楽のひとつとしてよく知られたもので、「Водные лыжи（水上スキー、ハンガリー語題は «Vízisí»）」という題名である。作者はハンガリー人の作曲家デアク・タマーシュ(Tamás Deák)である。　
第8シリーズと第9シリーズには、2曲の歌が特別に制作された。第2シリーズおよび第15シリーズと第16シリーズではタイトルに作者名が表記されている。
声優のアナトーリー・パパーノフとクラーラ・ルミャーノヴァがアニメ作品（第8シリーズ）からの歌を歌っている音源やビデオ録画がある。インターネットではこの疑問(アニメの吹き込みをリアルタイムで実際に行ったのかどうか)について数多くの議論が取り交わされている。

## 歴史
このアニメの歴史は、シリーズ化になったときに第1作目として知られるようになった作品より前に早くも始まった。1969年に、ゲンナーディー・ソコリスキー (Сокольский, Геннадий Михайлович)監督によって「ヌー、パガジー！」の最初の作品が制作されたが、その中にはこの著名なアニメシリーズの主要な構想のベースが含まれていた。それ以降、グラフィック、ユーモア、年齢、登場人物の外見には変化があったが、基本的な構想は変わりないままである。アニメの基本的な内容は、飢えたオオカミがウサギを食べてしまいたくて追いかけるが、さまざまな原因のためそれに成功せず終わるというものである。結局いつもウサギが勝ち、オオカミは惨めな目に遭い、各シリーズの最後に「Ну, Заяц, ну, погоди!（おい、ウサギめ、今に見てろよ！）」と言う。IMDbの説明によると、平均点が10点中9.0点と、ソ連およびロシアのアニメの中で5番めに高い評価を受けた作品となっている。
1990年代に鉄のカーテンが開かれて映画が以前より取引しやすくなったときに、ロシアの視聴者も西側諸国の視聴者も、「ヌー、パガジー！」と、「トムとジェリー」「ワイリー・コヨーテとロード・ランナー (Wile E. Coyote and The Road Runner)といった米国のアニメとの類似点に気が付いた。「ヌー・パガジー！」のコテョーノチキン監督は、第二次世界大戦の直後にドイツからソヴィエト連邦に入ってきたディズニーのアニメ、ことに「バンビ」を参考にしていたことを認めた。しかしながら、彼は、1987年に息子がVCRを買うまで「トムとジェリー」のエピソードをひとつも見たことがなかった。 そのテーマの常として、「ヌー、パガジー！」は、様々な現実世界の状況や所在をひときわ大きく強調している。

### 『シリーズ0』
シリーズが始まる以前に、ソユーズムリトフィルムのアニメ作品集「Весёлая карусель  № 1」（題は「楽しいメリーゴーラウンド」の意味、1969年）の枠で、「ヌー、パガジー！」の第一作が登場している。オオカミとウサギをテーマに据えた試験的なスキットで、ゲンナーディー・ソコリースキーを投入し、まさにこの年に始まったメインシリーズの基本となるプロトタイプを導入している。

### シリーズ1 - 16
「黄金の」16シリーズとも呼ばれる。各作品で一律の表現方法をとり、当時あったシリーズの全てが順にテレビ放送された。アニメ制作は1969年から1986年にかけて「ソユーズムリトフィルム」スタジオで行われた。
美術監督：スヴェトザール・ルサコフ (Светозар Русаков)
シナリオ制作：フェリックス・カーモフ (Феликс Камов、シリーズ1-7)、アレクサンドル・クルリャントスキー (Александр Курляндский)、アルカーディー・ハイト (Аркадий Хайт)
声の出演：アナトーリー・パパーノフ (Анатолий Папанов、オオカミの声)、クラーラ・ルミャーノヴァ (Клара Румяноваウサギの声)。最初のシリーズでは、声優の父称はタイトルから抜かされていた。それ以外では、第3-4シリーズで編集者とディレクターの父称がやはり省略されている。
物語がテレビスタジオで繰り広げられる第9シリーズでは、このテレビ局でのテレビ放送に出る登場人物（朝の体操の司会者、サッカーの試合のコメンテーターのニコライ・オゼロフ、ヴェロニカ・マヴリキエヴナとアヴドーチヤ・ニキーティチナ）をゲンナーディー・ハザーノフが吹き込んでいる。第15シリーズでは、カバの役をヴラディーミル・ソシャーリスキーが吹き込んでいる。第13シリーズのイヌのレフェリーの声優はボリス・ノヴィコフである。
2008年には、これらのシリーズすべてがまとめられ、CDのフォーマットで、映像映画連盟「クループニー・プラーン (Крупный план)」より発行された。

### 第17-18シリーズ
オオカミの声優を務めていたアナトーリー・パパーノフの死後も、作品の制作は続行されることが決まった。スタジオではパパーノフの声のメモ、これまでのシリーズの吹き込み音源の一部、アネクドート、合間合間の声優としての語りなどが発掘され、これらの素材を生かして新たに二つの作品が制作された。
どちらのシリーズも1993年にスタジオ「ソユーズムリトフィルム」と「ストゥーディヤ13」で制作された。第17シリーズは1993年、第18シリーズは1994年に発表された。これらのシリーズの監督は、以前どおりヴャチェスラーフ・コテョーノチキン (Котёночкин, Вячеслав Михайлович)であったが、美術監督は息子のアレクセイ・コテョーノチキン (Котёночкин, Алексей Вячеславович)であった。第17シリーズはこれまでの25年間のシリーズと、アナトーリー・パパーノフの思い出とに奉げられた。第17シリーズはノキアのコマーシャルフィルムを収めており、第18シリーズには金庫会社クロースナの広告が入っている。また両シリーズともモスクワの通信会社AMTの広告が入っている。
両シリーズはオスタンキノチャンネル1 (1-й канал Останкино)でそれぞれ1993年と1994年の4月17日に放送開始された。.

### ドキュメンタリー『Фитиль』用のシリーズ
テレビ番組「フィティーリ」 («Фитиль» )に向けて、1970年代後半に、4編の風刺的なエピソードが作られた。「Руками не трогать!」（1977年）という題の作品は、ガラス工場の製品の品質を批判している。この作品の端役の口から、オオカミの台詞をもじった「Ну, стекольный завод, погоди!（ガラス工場め、いまに見てろよ！）」という脅し文句が聞かれる。また、「Запрещенный приём（禁じられた面会）」（1978年）という題の作品では、「Советский спорт (ru)」紙の広告や、中等専門学校でのスポーツマンとの面会などに批判的に配置されている（「Ну, редакция, погоди!（編集者め、いまに見てろよ！）」）。作品の監督はいずれもヴャチェスラフ・コテョーノチキンであった。同時に撮影された作品でも、不良品の靴や（「Удивительные башмаки（驚くべき靴）」）、楽器（「Фальшивый мотив（にせのモチーフ）」）などにスポットが当てられていた。

### テレビ放映
スタジオ「エクラン (ru)」では、テレビ放映用に3編の「ヌー、パガジー！」を撮影した（シリーズ1は1980年、シリーズ2と3は同じフィルムで1981年撮影）。オオカミの声は、アナトーリー・パパーノフのかわりに、ヴラディーミル・フェラポントフが吹き込んでいる。シナリオ制作：アレクサンドル・エフィモヴィチ・クルリャンドスキー　/　監督：ユーリイ・ブトィーリン　/　音楽：ヴィクトール・ヴィクトーロヴィチ・クプヴィチ（シリーズ1）、アレクセイ・ルィブニコフ、エヴゲーニー・クルィラートフ（シリーズ2と3）　
ヴャチェスラーフ・コテョーノチキンは、彼の回想録やスピーチの中で、この作品に非常に低い評価を与え、「内容が薄っぺらく悪趣味である」と批評した。

### 社会的広告
ユーリイ・ブトィーリンは、人物をテーマにした「Окно（窓）」、「Кран」、「Пружина」、「Лифт」、「Ванна」といった社会的短編映画も撮影した（いずれも1986年）が、1987年には、オオカミとウサギが出演する短めの社会的短編作品を9本撮っている。アレクサンドル・フェドゥーロフは「Не зная кода…」、「Назло зайцу!」、「еспокойная ночь」、「Теплота」を撮影した。
ヴァーディム・メジボフスキーは、「Да будет свет!」、「Мощность」、「Рецепт」、「Слово и дело」、「Уходя, гасите свет」を撮影した。これらの映画の登場人物のデザインは、オリジナルのものとは異なっている。
シリーズのもたらした影響は、このスタジオの作品「Мой приятель светофор」（1978年、ファイナ・Г.エピファノーヴァ監督）にも明らかに出ている。

### 広告
ЦРКО Рассветの注文により制作された「Волшебная камера（魔法のカメラ）」（ソユーズムリトフィルム、1976年、ヴィクトール・アルスェンティエフ監督、アルカーディー・ハイト脚本、ヴラディーミル・クルーミンおよびアレクサンドル・ヴィノクーロフ美術・演出監督）というアニメ映画がある。この作品はアマチュア映画の宣伝に奉げられたものである。機知にとんだアニメのあらすじは、ビデオカメラ「Кварц 1х8 С-2」の広告となった。映画の中では、「ヌー、パガジー！」の主人公たちのオオカミとウサギが活躍する。.
1994年にはヴャチェスラーフ・コテョーノチキン版で、「ヌー、パガジー！」のキャラクターが出演する製菓企業『ジョイタ (Джойта)』の広告用の作品が撮られた。オオカミの声の吹き込みはВ.フェラポントフである。

### 第19・20シリーズ
2005年の終わりに、ヴャチェスラーフ・コテョーノチキンの息子のアレクセイ・コテョーノチキンの演出による第19シリーズが上演された。このシリーズは、スタジオ「クリスマス・フィルムズ (Кристмас Филмз)」で制作された。
「ラジオ・クリトゥーラ (ru)」が報じたところによると、新シリーズで「オオカミ」の声を演じたのは、テレビ番組「クークルィ (ru)」でエリツィン、ジュガーノフなどの有名人の声の役を務めた、風刺作家でパロディストのイーゴリ・フリステンコ (ru)であった。ウサギの声は、女優のオリガ・ズヴェーレヴァ (ru)が演じた。その際、A. コテョーノチキン監督は「クラーラ・ルミャーノヴァやアナトーリー・パパーノフの声を真似ようとする必要はない、新たな声優たちは本人たちの本来の持ち味をシンプルに生かせばよいのだ」と明言している。
2005年9月16日に、モスクワで、「ヌー、パガジー！」の復活を記念した仮装パレードが催された。

## 各種情報
- 1970年代の中央テレビのアニメ作品ではたいてい、短いアニメのタイトル映像として番組の前に登場していた（のちに「テレヴィプスキー」のプロローグに使われるようになった）。「ヌー、パガジー！」のタイトル音楽に合わせて、オオカミがウサギを追いかけ、そこへ人気のアニメの登場人物たちがしだいに合流するというものである。やがて一団となったキャラクターたちがオスタンキノテレビ局 (ru)の前へと姿を現し、そこではウサギが、画面から目をそらさないまま、オオカミがウサギを捕まえようとするところを手で追い払って「Тс-с! Ну, погоди（しーっ！待っててよ）」と言う。オオカミは画面の方を見やって、ウサギのことを忘れてしまう。[8]
- おおぜいの監督が、アニメ作品の制作に携わることを拒否した。コテョーノチキンだけが「そこ（アニメ）には何かがあるな！」[9]と答えた。
- コテョーノチキンは、オオカミの声をヴラディーミル・ヴィソーツキーが少ししゃがれた声で吹き込んでくれたらよいと望んでいた。ヴィソーツキーはこの仕事に熱意をもってとりかかり、オオカミのために歌まで執筆した。しかし、ヴィソーツキーが発禁処分を受けたため、この試みは無に終わったので、アナトーリー・パパーノフを指名した。このため、最初のシリーズのオオカミがロープを登るシーンで、映画「Вертикаль（垂直線）」の挿入歌「Песня о друге（友の歌）」のメロディーを口笛で吹いている。[注釈 2][10]

## 観覧制限との関連
2012年8月の末に、 ВГТРКでのアニメに関する会議の後、9月1日より、2010年に施行された法的規制「有害な情報から児童の健康と発達を保護する法律 (О защите детей от информации, причиняющей вред их здоровью и развитию)」にもとづいて、暴力シーンや喫煙シーンがあるために「18歳以上」カテゴリーに「ヌー、パガジー！」を分類することと、シーンの削除の無い場合は23時以降にのみテレビ放映されるとの決定を受諾したという噂がインターネット上に流れた。
その後の審議で、その文化的意義により、カテゴリー化からアニメを除外する可能性が言及された（条文第1項）。.
ロシア連邦消費者権利保護・福祉分野監督庁長官のゲンナーディー・オニシチェンコは、ラジオ放送「モスクワのこだま (ru:Эхо Москвы)のインタビューで、子供向けであるということになっていた視聴覚創作物と、放送（禁煙に関する法案があらかじめ規定されていた）について、喫煙のデモンストレーション的過程を禁止することを審議しながら、アニメや映画に出てくる登場人物はタバコを吸ってもよいと、消極的ながらも意見を述べた。このような人物の例として、オニシチェンコは、ジェームズ・ボンドと「ヌー、パガジー！」のオオカミを例に挙げ、このオオカミのことを「ろくでなし」と言及した。
9月のはじめに、いくつかのウェブサイトが伝えたところによると、本作ではなく、2008年に出たロシア風の名前のついたスウェーデンの映画に観覧制限が適用され、18歳以上向けのカテゴリーに分類されることとなった。

## 音楽
このアニメには、1960～1980年代の音楽が多数用いられている。その多くは全ソ連ラジオのアーカイブまたはシリーズの録音担当者の個人的なコレクションのレコードから収録されたものであった。楽曲の題名はアニメのタイトルには記されなかった。
「ヌー、パガジー！」で流れた音楽作品には、リムスキー=コルサコフのクラシック作品と並び、アーラ・プガチョワ、シコ・ブアルキ、ハーブ・アルパート、ディジタル・エモーション、ビル・ヘイリー、ジェームス・ラスト楽団、ピェスニャルィー (ru)、ゼムリャーネ (ru)、エディタ・ピエーハ、ムスリム・マゴマーイェフ (ru)、ポール・モーリア楽団、ヴラディーミル・ヴィソーツキー、フランク・プゥルセル楽団、アール・スクラッグス、イーゴリ・スクリャールらの歌唱や演奏による現代の音楽作品もあった。
各シリーズのオープニングカットで流れる音楽は、ハンガリーの曲「Vízisí（水上スキー）」のメロディーである。作曲者はデアク・タマーシュ (Deák Tamás)で、演奏はハンガリーのボーカルアンサンブル「ハルモーニヤ (Гармония)」とハンガリーのラジオのダンスオーケストラ (Magyar Rádió Tánczenekara)である。

## このアニメを題材としたゲーム
- アニメ「ヌー、パガジー！」は、電子携帯ゲーム「ヌー、パガジー！ (Ну, погоди!)」にもなっていて、主役たちの姿を見ることができる。
- 1993年には、NESプラットフォームで同じ内容のゲームが英語名「I'll Get You」のタイトルで制作された。プレイヤーはウサギを操作する。
- 2002年から2010年にかけて、「1С-ソフトクラブ」社 (ru)が一連のコンピューターゲーム「Ну, Погоди!（ヌー、パガジー！）」、「Погоня（追いかけっこ）」「Круглый счёт（概数）」「Песня для зайца（ウサギのための歌）」「Догонялки（鬼ごっこ）」「По следам зайца（ウサギを追って）」を制作した。

## 記念品
- 1980年代の初頭に、ソヴィエト連邦で土産物が売られていた。ギターの形をした、ガラス瓶を開けるための取り外し可能な栓抜きを手につかんでいる、オオカミのプラスチック製の置物である。
- 2010年の9月に、ニウエ島の造幣局が、「アニメのヒーロー」シリーズの収集用硬貨としてオオカミとウサギの二度目の貨幣を発行した。世界中のアニメの登場人物のうちでもほかでもないこの有名な作品に捧げられたものである。[17][18].